# Luuk de Jong
Luuk de Jong, född 30 mars 1990 i Aigle, Schweiz, är en nederländsk fotbollsspelare som spelar för PSV och Nederländernas landslag. Han har en äldre bror, Siem de Jong, som spelar för Heerenveen.

## Karriär
Den 1 juli 2019 värvades de Jong av Sevilla, där han skrev på ett fyraårskontrakt. Den 31 augusti 2021 lånades de Jong ut till FC Barcelona på ett låneavtal över säsongen 2021/2022 med köpoption.
Den 2 juli 2022 blev de Jong klar för en återkomst i PSV, där han skrev på ett treårskontrakt.